# Comitatul Warner, Alberta
Comitatul Warner, din provincia Alberta, Canada este un district municipal, amplasare coordonate 49°16′34″N 112°06′43″W / 49.276111°N 112.111944°V. Districtul se află în Diviziunea de recensământ 2. El se întinde pe suprafața de 4,517.67 km2  și avea în anul 2011 o populație de 3,841 locuitori.
Cities Orașe
--
Towns Localități urbane
- Milk River
- Raymond

Villages Sate
- Coutts
- Stirling
- Warner

Summer villages Sate de vacanță
--
Hamlets, cătune
- New Dayton
- Wrentham

Așezări
- Clarinda
- Conrad
- Craddock
- Elmspring
- Judson
- Knappen
- Lucky Strike
- Masinasin
- Maybutt
- McNab
- St. Kilda
- Allerston (Doran)
- Mammoth
- One-Seventeen
- Two-Fifteen

1. 1 2  Population and dwelling counts, for Canada, provinces and territories, and census subdivisions (municipalities), 2016 and 2011 censuses – 100% data (în engleză), 20 februarie 2019